# شهرستان لبنان (پنسیلوانیا)
شهرستان لبنان، پنسیلوانیا (به انگلیسی: Lebanon County, Pennsylvania) شهرستانی در ایالات متحده آمریکا است که در پنسیلوانیا واقع شده‌است.

## خصوصیات
شهرستان لبنان ۹۴۰٫۱۷ کیلومترمربع مساحت دارد.